# جدایی (هنر)
جدایی (به انگلیسی: Secession) در تاریخ هنر، جدایی به گسست تاریخی بین گروهی از هنرمندان آوانگارد و پرچمداران محافظه کار اروپایی در هنر آکادمیک و رسمی در اواخر قرن نوزدهم و اوایل قرن بیستم اشاره دارد. این نام برای اولین بار توسط گئورگ هیرت (۱۹۱۶–۱۸۴۱ میلادی)، سردبیر و ناشر مجلۀ هنری تأثیرگذار آلمانی یوگند (جوان) پیشنهاد شد، که همچنین نام خود را به یوگنداشتیل اختصاص داد. واژۀ انتخابی او بر رد طغیان‌آمیز هنر میراثی در حالی که دوباره تصور می‌شد، تأکید کرد.
از میان جدایی‌های مختلف، جدایی وین (۱۸۹۷ میلادی) تأثیرگذارترین باقی‌مانده‌ است. به رهبری گوستاو کلیمت، که سبک آراستۀ آر نُوو را بر سبک‌های رایج آن زمان ترجیح می‌داد، از جدایی مونیخ (۱۸۹۲ میلادی) و جدایی برلین (۱۸۹۸ میلادی) تقریباً هم‌زمان الهام گرفته شد، که همگی اصطلاح زتساسیون‌اشتیل یا «سبک جدایی» را به وجود آوردند.
هانس-اولریش سیمون بعداً این ایده را در جدایی‌طلبی: هنرهای کاربردی در ادبیات و هنرهای زیبا، پایان‌نامه‌ای که در سال ۱۹۷۶ میلادی منتشر کرد، مجدداً بررسی کرد. سیمون استدلال می‌کرد که امواج متوالی جدایی‌های هنری در اواخر قرن نوزدهم و اوایل قرن بیستم میلادی اروپا، در مجموع جنبشی را شکل می‌دهند که بهترین توصیف با اصطلاح فراگیر «تجزیه‌طلبی» است.
طبق قرارداد، این اصطلاح معمولاً به یکی از چندین جدایی محدود می‌شود — عمدتاً در آلمان، بلکه همچنین در اتریش و فرانسه — مصادف با پایان انقلاب صنعتی دوم، جنگ جهانی اول و اوایل آلمان وایمار.

## کتابشناسی
- سیمون، هانس-اولریش: «جدایی‌طلبی: هنرهای کاربردی در ادبیات و هنرهای زیبا»، انتشارات‌کتابفروشی یُت. بی. متسلرشه، اشتوتگارت، ۱۹۷۶ میلادی. شابک: ۳-۴۷۶-۰۰۲۸۹-۶.